# Henryk Michał Kamieński

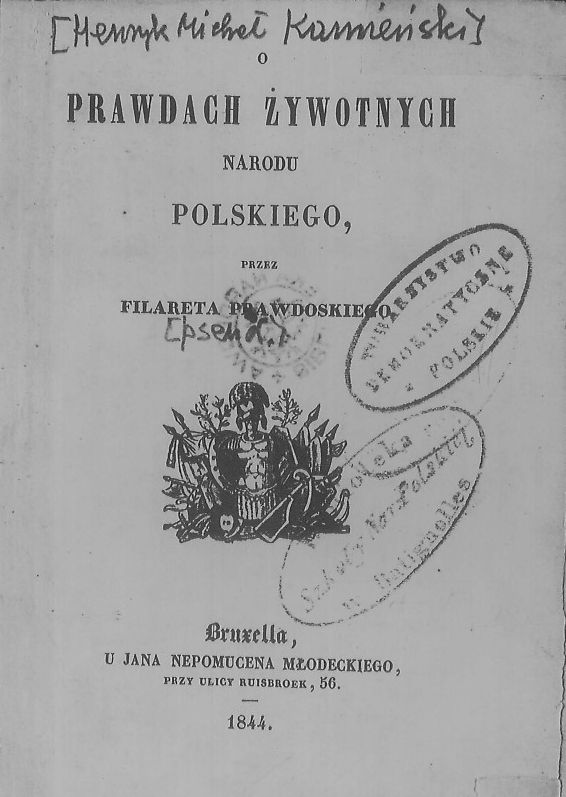
Henryk Kamieński, O prawdach żywotnych narodu polskiego, Bruksela 1844

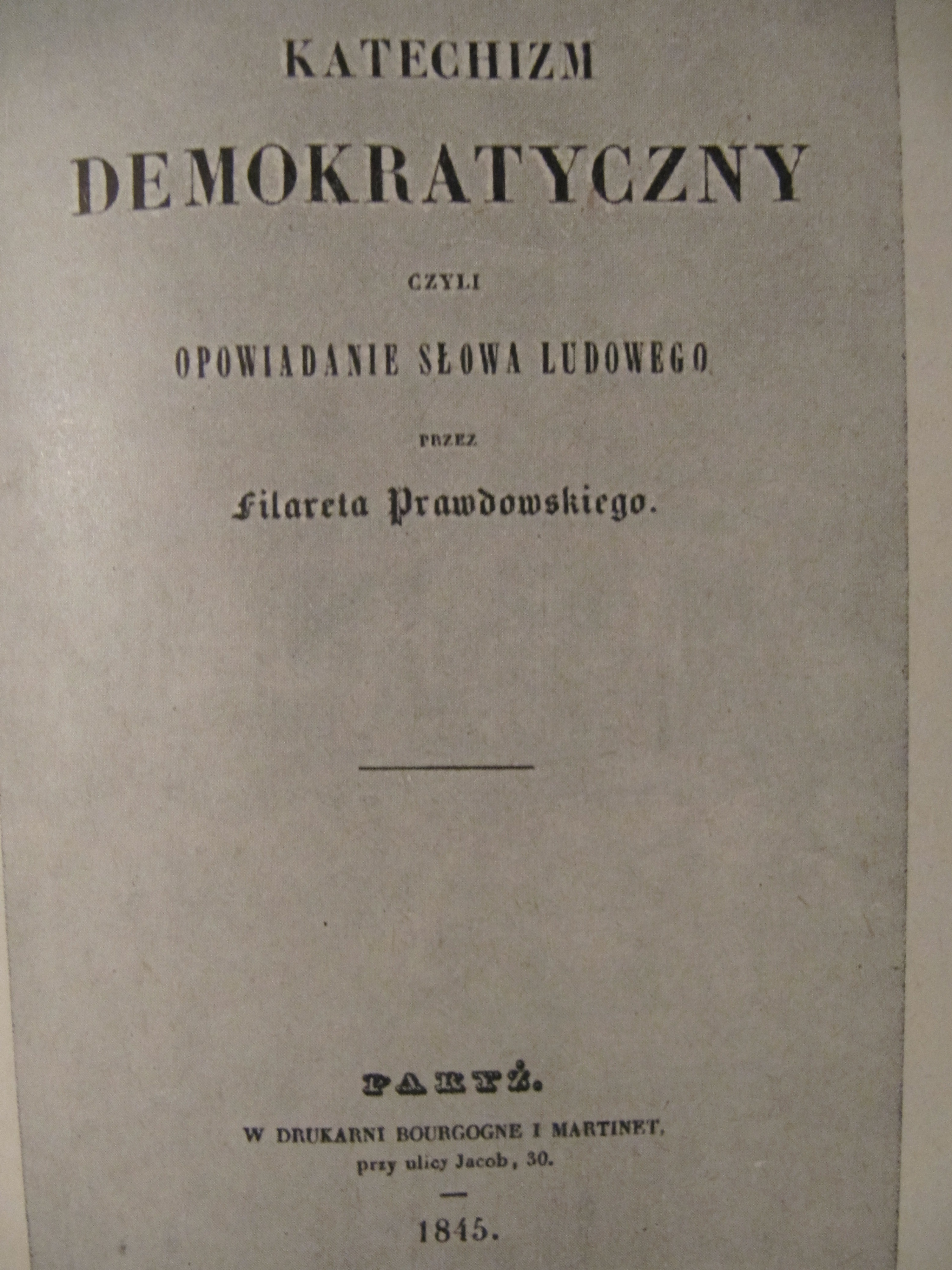
Henryk Kamieński, Katechizm demokratyczny, Paryż 1845

Henryk Michał Kamieński herbu Ślepowron pseudonim Filaret Prawdowski (ur. 24 lutego 1813 w Warszawie, zm. 14 stycznia 1866 w Algierze) – polski ekonomista, filozof, publicysta, teoretyk ruchu rewolucyjno-demokratycznego (Związek Narodu Polskiego), pisarz filozoficzny i ekonomiczny. Syn generała Henryka Ignacego i Franciszki z Kochanowskich. Był kuzynem Edwarda Dembowskiego.

## Życiorys
Dzieciństwo spędził w dzierżawionym przez ojca majątku Ruda koło Chełma. Kształcił się początkowo w domu, a w latach 1828-1830 w liceum w Warszawie. Rozpoczęte w 1830 r. studia na wydziale prawa uniwersytetu wrocławskiego przerwał wybuch powstania listopadowego, w którym wziął udział jako adiutant Michała Radziwiłła i Jana Skrzyneckiego. Ranny w bitwie pod Warszawą, odznaczony Złotym Krzyżem Wojskowym, powrócił do Rudy, którą w 1836 r. nabył na własność. Tu oddał się studiom nad literaturą społeczną, filozoficzną, ekonomiczną i polityczną. Jako publicysta debiutował w 1842 r. na łamach „Biblioteki Warszawskiej”. Odbył podróże do Kijowa, Poznania, w 1840 r. zwiedził Niemcy, Francję i Włochy. W 1842 r. nawiązał kontakt ze Związkiem Narodu Polskiego. Rozwinął szeroką działalność propagandową i polityczną, należał do grupy „entuzjastów”, był członkiem tajnych związków w Kongresówce.
W 1845 został aresztowany, a następnie zesłany na 3 lata do Wiatki. W 1850 r. powrócił do Rudy, gdzie w 1851 r. oczynszował włościan. W tym samym roku z powodu gruźlicy wyjechał do Szwajcarii, gdzie ożenił się z Luizą Wittwer. W 1853 r. uzyskał obywatelstwo szwajcarskie. W latach 1860–1861 wydawał w Genewie i w Berlinie czasopismo „Prawda”. Zmarł 14 stycznia 1866 r. w Algierze.

## Poglądy polityczne
Po początkowej sympatii dla obozu Adama Czartoryskiego ostatecznie związał się z nurtem rewolucyjnym. Uważał wyzwolenie chłopów za główny cel rewolucji społecznej i jedyny środek uzyskania niepodległości. Dążył do wybuchu „wojny ludowej”, tj. jednoczesnego zrywu wszystkich warstw społecznych przeciw zaborcy. Zajmował go przede wszystkim sposób uświadomienia mas chłopskich. W odróżnieniu od innych rewolucjonistów nad konspirację przedkładał długotrwałą, zmasowaną akcję propagandową, która za pośrednictwem inteligencji i szlachty miałaby dotrzeć do każdej wsi. W przeciwieństwie do wielu ówczesnych działaczy rewolucyjno-demokratycznych, Kamieński interesował się także tzw. stanem średnim, którego rola w czasie wojny o niepodległość mogła być znaczna z uwagi na fakt, że miasta były siedzibami władz zaborczych. Będąc świadomym, że część szlachty może nie chcieć uwłaszczenia chłopów, chciał ogłosić karę śmierci dla przeciwników rewolucji. Pod koniec życia jego poglądy uległy złagodzeniu. Hasło rewolucji społecznej zastąpił wezwaniem do solidaryzmu społecznego, apoteozował tradycje szlacheckie (w ich wymiarze samorządowo-demokratycznym), ostrzegał przed walką zbrojną, dopuszczał nawet stały związek z Rosją pod warunkiem demokratyzacji tej ostatniej. Z entuzjazmem jednak przyjął wybuch powstania styczniowego, powracając wówczas do rozwijanej kilkanaście lat wcześniej koncepcji "wojny ludowej".

## Twórczość
- Filozofia ekonomii materialnej ludzkiego społeczeństwa, tom 1, tom 2, Poznań 1843-1845.
- O prawdach żywotnych narodu polskiego, Bruksela 1844.
- Katechizm demokratyczny, czyli opowiadanie słowa ludowego, Paryż 1845.
- Stan średni i powstanie [powst. 1845], Warszawa 1982.
- Pamiętnik [powst. 1852-1853], wyd. pt. Pamiętniki i wizerunki, Wrocław 1951.
- Pan Józef Bojalski, dziedzic dóbr Osin z przyległościami, cz.1, Poznań 1854.
- Rosja i Europa. Polska. Wstęp do badań nad Rosją i Moskalami, Paryż 1857.
- Demokracja w Polszcze. Wstęp do prac nad wyswobodzeniem Polski, Genewa 1858.
- Wojna ludowa, Bendlikon 1866.
- Wybór pism, oprac. P. Hoffman, Warszawa 1948.
- Wybór pism, Warszawa 1953.
- Postęp to życie. Wybór pism, oprac. S. Filipowicz, Warszawa 1980.